# Focke-Wulf Fw 58
Le Focke-Wulf Fw 58 Weihe ("Busard") était un avion de transport militaire et d’entraînement fabriqué en Allemagne par Focke-Wulf en réponse à une demande de la Luftwaffe pour un avion d'entraînement avancé pour les pilotes, mitrailleurs et opérateurs radio.
Un exemplaire de cet avion, accidenté en 1943, repose au fond du Lac du Bourget.